# Kingsbury (Texas)
Pour les articles homonymes, voir Kingsbury.
Kingsbury est une ville située à l'est du comté de Guadalupe, au Texas, aux États-Unis,. Fondée en 1876, elle est incorporée en 2015. Lors du recensement de 2010, la ville comptait une population de 782 habitants. Kingsbury était alors une census-designated place.

### Source de la traduction
- (en) Cet article est partiellement ou en totalité issu de l’article de Wikipédia en anglais intitulé « Kingsbury, Texas » (voir la liste des auteurs).